# Bellanca CH-400
El Bellanca CH-400 Skyrocket fue un avión utilitario de seis plazas construido en los Estados Unidos en los años 30 del siglo XX, siendo una continuación de la línea de diseño que había empezado con el Bellanca WB-2. Reteniendo la misma estructura básica de los precedentes CH-200 y CH-300, el CH-400 fue equipado con un más potente motor radial Pratt & Whitney Wasp.

## Desarrollo
Tres ejemplares fueron comprados por la Armada de los Estados Unidos bajo la designación RE. Dos fueron usados para investigación radiofónica, y uno como ambulancia aérea por el Cuerpo de Marines de los Estados Unidos. Esta último avión fue reconfigurado para llevar dos camillas.
El avión también estaba disponible en una versión de Luxe para pilotos privados, equipado con una versión del Wasp más potente que rendía 450 hp, y mejoras de detalle.
Dos de estos aviones fueron comprados por el gobierno del Dominio de Terranova en 1937, y uno de ellos acabó más tarde en manos privadas. El NC10294 fue cambiado a VO-BCD y el NC13155 a VO-BDF.

## Variantes
CH-400
Avión utilitario de seis plazas, equipado con un motor radial de pistones Pratt & Whitney Wasp.
XRE-1
Un avión usado para trabajos de investigación radiofónica en la Naval Air Station Anacostia.
XRE-2
Un avión de transporte ligero para la Armada de los Estados Unidos.
XRE-3
Un avión ambulancia aérea de dos camillas para el Cuerpo de Marines de los Estados Unidos.

## Operadores
Estados Unidos
- Cuerpo de Marines de los Estados Unidos
- Armada de los Estados Unidos

## Especificaciones
Referencia datos: American airplane specifications

### Características generales
- Tripulación: Un piloto.
- Capacidad: Cinco pasajeros.
- Longitud: 8,5 m
- Envergadura: 14,1 m
- Altura: 2,5 m
- Superficie alar: 25,4 m²
- Peso vacío: 1175,7 kg
- Peso cargado: 2086,5 kg
- Peso útil: 910,8 kg
- Planta motriz: 1× motor radial de 9 cilindros refrigerado por aire Pratt & Whitney Wasp C.
  - Potencia: 313,2 kW (420 hp)

### Rendimiento
- Velocidad nunca excedida (Vne): 249,4 km/h
- Velocidad crucero (Vc): 209,2 km/h
- Velocidad de entrada en pérdida (Vs): 88,5 km/h
- Alcance: 1207 km
- Techo de vuelo: 6096 m (20000 pies)
- Régimen de ascenso: 6,35 m/s (1250 pies/min)

### Secuencias de designación
- Secuencia Letras/Letras y números (de Bellanca): ← WB-2 - CH-200 - CH-300 - CH-400 - J-300
- Secuencia R_E (Aviones de Transporte de la Armada estadounidense, 1931-1962 (Bellanca, 1931-1937)): RE

### Listas relacionadas
- Anexo:Aeronaves militares de los Estados Unidos (navales)